# Krasznokvajda
Krasznokvajda este un sat în districtul Encs, județul Borsod-Abaúj-Zemplén, Ungaria, având o populație de 504 locuitori (2011). 

## Demografie
Componența etnică a satului Krasznokvajda
     Maghiari (76,63%)
     Romi (20,91%)
     Slovaci (2,46%)
Componența confesională a satului Krasznokvajda
     Romano-catolici (55,75%)
     Greco-catolici (20,24%)
     Reformați (8,93%)
     Necunoscută (13,89%)
     Alte religii (1,19%)
Conform recensământului din 2011, satul Krasznokvajda avea 504 locuitori. Din punct de vedere etnic, majoritatea locuitorilor (76,63%) erau maghiari, existând și minorități de romi (20,91%) și slovaci (2,46%).  Din punct de vedere confesional, majoritatea locuitorilor (55,75%) erau romano-catolici, existând și minorități de greco-catolici (20,24%) și reformați (8,93%). Pentru 13,89% din locuitori nu este cunoscută apartenența confesională.